# 2019-es afrikai nemzetek kupája (döntő)
A 2019-es afrikai nemzetek kupája döntőjét július 19-én rendezték Kairóban a Kairói Nemzetközi Stadionban. A mérkőzést Szenegál és Algéria csapata vívta.
A mérkőzést 1–0 arányban Algéria nyerte meg, így története során másodszor hódította el az Afrikai Nemzetek Kupáját.

## A döntő előzményei
Ez volt az első alkalom a torna történetében, hogy a két csapat egymással vívja a döntőt. 
Szenegál és Algéria egyaránt a C-csoportba került a torna sorsolásakor. Szenegál könnyedén megnyerte a Tanzánia és Kenya elleni mérkőzéseit, előbbi csapatot 2–0-ra, utóbbit 3–0-ra legyőzve. Az Algériával játszott csoportmérkőzésen alulmaradt döntős riválisával szemben 1–0 arányban. Sadio Mané ezen a mérkőzésen lépett először pályára a 2019-es afrikai nemzetek kupáján. A nyolcaddöntőben és a negyeddöntőben egyaránt 1–0-s győzelmet arattak Uganda Benin ellen, majd a Tunéziával szembeni elődöntőben 120 perces játékot követően 1–0-s eredménnyel jutottak be a döntőbe. Szenegál története során másodszor jutott be a fináléba 2002 után.
Algéria megnyerte mindhárom csoportmérkőzését, Kenyát 2–0-ra, Tanzániát 3–0-ra, Szenegált pedig 1–0-ra legyőzve. Csoportelsőként a nyolcaddöntőben Guiena csapatával mérkőztek meg és fölényes, 3–0-s győzelmet arattak. Az Elefántcsontpart elleni negyeddöntőben a két csapat kiegyenlített párharcot vívott egymással. A rendes játékidőt, majd a 120. percet követően is 1–1  volt a találkozó állása, ezt követően pedig büntetőrúgásokra került sor, ahol Algéria 4–3 arányban jobbnak bizonyult. Az elődöntőben Nigériát 2–1-re győzte le a csapat Rijad Mahrez utolsó percekben elvégzett szabadrúgásból lőtt góljával. Algéria 1990 után először jutott döntőbe.

## Út a döntőbe
| Szenegál                   | Szenegál                   | Forduló               | Algéria              | Algéria              |
| -------------------------- | -------------------------- | --------------------- | -------------------- | -------------------- |
| Ellenfél                   | Végeredmény                | Csoportkör            | Ellenfél             | Végeredmény          |
| Tanzánia                   | 2–0                        | 1. forduló            | Kenya                | 2–0                  |
| Algéria                    | 0–1                        | 2. forduló            | Szenegál             | 1–0                  |
| Kenya                      | 3–0                        | 3. forduló            | Tanzánia             | 3–0                  |
| A C-csoport 2. helyezettje | A C-csoport 2. helyezettje | Helyezés a csoportban | A C-csoport győztese | A C-csoport győztese |
| Ellenfél                   | Végeredmény                | Forduló               | Ellenfél             | Végeredmény          |
| Uganda                     | 1–0                        | Nyolcaddöntő          | Guiena               | 3–0                  |
| Benin                      | 1–0                        | Negyeddöntő           | Elefántcsontpart     | 1–1 (b: 4–3)         |
| Tunézia                    | 1–0 (h.u)                  | Elődöntő              | Nigéria              | 2–1                  |

## A mérkőzés
| 2019. július 19. 21:00 |

| Szenegál | 0–1               | Algéria             |
| -------- | ----------------- | ------------------- |
|          | (0–1) Jegyzőkönyv | Bagdad Bunedzsah 2' |

| Kairói Nemzetközi Stadion, Kairó Játékvezető: Sidi Alioum (kameruni) |

| Szenegál | Algéria |

| GK                   | 23 | Alfred Gomis         |     |     |
| RB                   | 21 | Lamine Gassama       | 80' |     |
| CB                   | 12 | Youssouf Sabaly      |     |     |
| CB                   | 6  | Salif Sané           |     |     |
| LB                   | 8  | Cheikhou Kouyaté (c) |     |     |
| CM                   | 5  | Idrissa Gueye        | 79' |     |
| CM                   | 17 | Badou Ndiaye         |     | 59' |
| RW                   | 14 | Henri Saivet         |     | 75' |
| AM                   | 18 | Ismaïla Sarr         |     |     |
| LW                   | 10 | Sadio Mané           |     |     |
| CF                   | 9  | M’Baye Niang         |     | 85' |
| Cserék:              |    |                      |     |     |
| MF                   | 15 | Krépin Diatta        |     | 59' |
| FW                   | 19 | Mbaye Diagne         |     | 75' |
| FW                   | 11 | Keita Baldé          |     | 85' |
| Szövetségi kapitány: |    |                      |     |     |
| Aliou Cissé          |    |                      |     |     |

| GK                   | 23 | Raisz Mbohi       |       |     |
| RB                   | 18 | Mehdi Zeffane     |       |     |
| CB                   | 21 | Rámi ben-Szebajni | 33'   |     |
| CB                   | 4  | Djamel Benlamri   |       |     |
| LB                   | 2  | Aissza Mandi      | 90+2' |     |
| RM                   | 7  | Rijad Mahrez (c)  |       |     |
| CM                   | 10 | Szofiane Feguli   |       | 85' |
| CM                   | 22 | Ismaël Bennacer   |       |     |
| LM                   | 17 | Adlène Guedioura  | 90+4' |     |
| CF                   | 8  | Youcef Belaïli    | 54'   | 84' |
| CF                   | 9  | Bagdad Bunedzsah  |       | 89' |
| Cserék:              |    |                   |       |     |
| MF                   | 11 | Jaszin Brahimi    |       | 84' |
| DF                   | 3  | Mehdi Tahrat      |       | 85' |
| FW                   | 13 | Iszlam Szlimani   |       | 89' |
| Szövetségi kapitány: |    |                   |       |     |
| Djamel Belmadi       |    |                   |       |     |

| A mérkőzés legjobbja: Raisz Mbohi (Algéria) Asszisztensek: Evarist Menkouande (Kamerun) Nguegoue Elvis Guy Noupue (Kamerun) Negyedik játékvezető: Eric Otogo-Castane (Gabon) Tartalék játékvezető: Waleed Ahmed Ali (Szudán) Videóbíró: Benoit Millot (Franciaország) Videóbíró asszisztense: Bakary Gassama (Gambia) Zakhele Thusi Siwela (Dél-Afrika) | Szabályok - 90 perc játékidő. - 30 perc hosszabbítás döntetlen esetén. - Ha ezt követően sincs döntés, akkor büntetőrúgások következnek. - Maximum tizenkét cserejátékos nevezhető. - Maximum három cserejátékos bevethető, hosszabbítás esetén plusz egy csere engedélyezett. |